# Daddy, What Did You Do in the Great War?

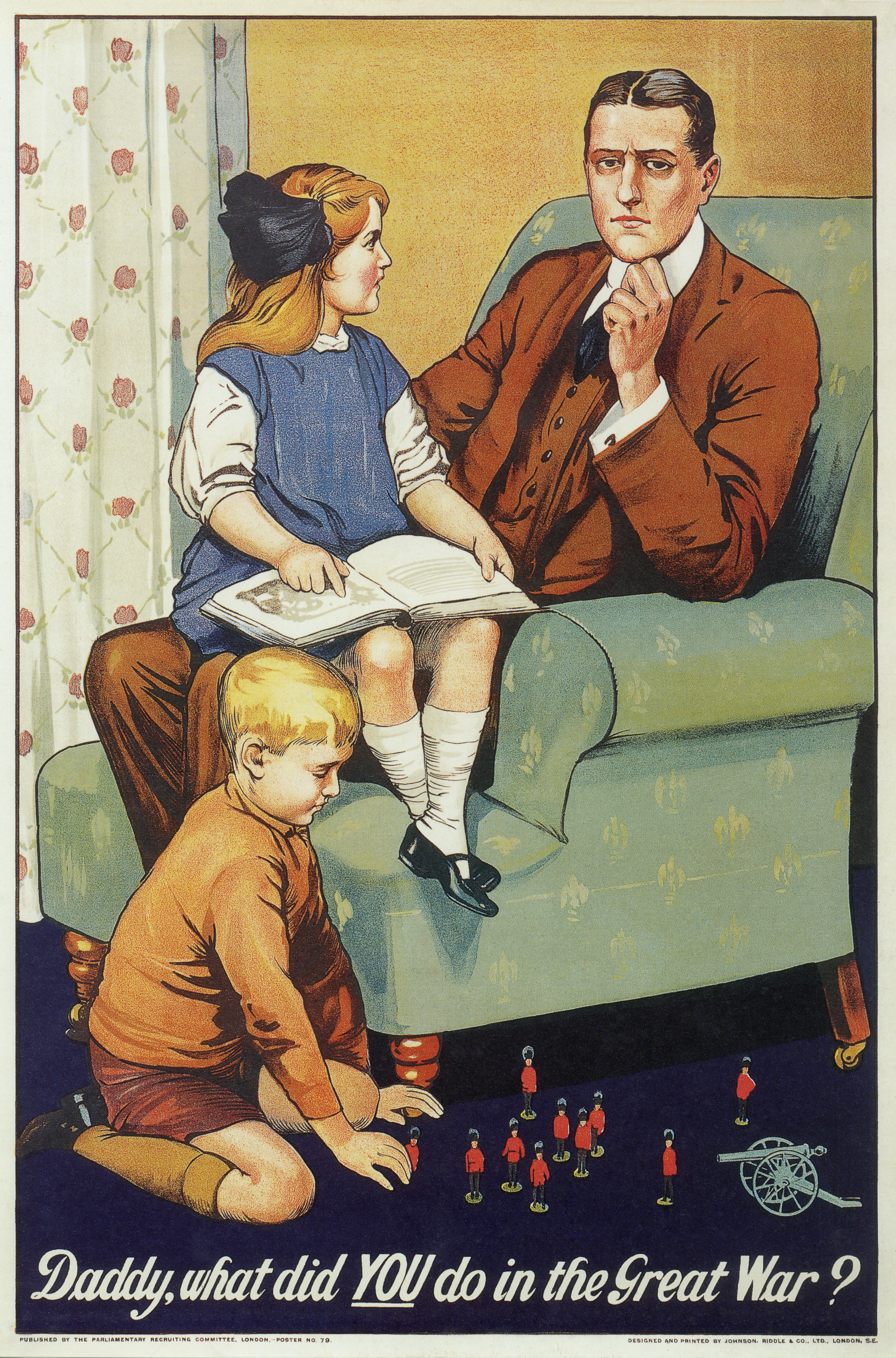

«Тату, а що ти робив під час Великої Війни?» (англ. Daddy, What Did YOU Do in the Great War?) — британський агітаційний плакат часів Першої світової війни.
Плакат був створений Севілом Ламлі і вперше опублікований у березні 1915 року Парламентським комітетом з набору рекрутів (англ. Parliamentary Recruitment Committee). Замовлення на плакат подав до комітету Артур Ганн, директор видавництва «Johnson Riddle and Company».
На плакаті зображена дівчинка, яка ставить запитання своєму батькові: «Тату, а що ТИ робив під час Великої війни?» (так у ті роки називали Першу світову). Плакат зображує майбутнє з точки зору глядачів у 1915 році і натякає, що наступні покоління вважатимуть глядача боягузом, якщо він не зробить свій внесок у перемогу. Це послання було натхненне власним почуттям провини самого Артура Ганна за те, що він не воював.
На відміну від інших агітаційних плакатів того часу, які зосереджувалися на більш прямих закликах, цей плакат використовував непряме послання, щоб переконати чоловіків вступити до армії в той час, коли у Великій Британії ще не було політики військового призову.
Хоча в наші дні цей плакат вважається символом британської історії часів Першої світової війни, у ті часи не був дуже розповсюдженим, і сенс його послання викликав певну негативну реакцію серед сучасників.

## Передісторія
Набір рекрутів у Великій Британії під час Першої світової відрізнявся від попередніх війн, які Британія вела силами регулярної професійної армії.
На початку війни у Великій Британії не було політики призову на військову службу. Парламентський комітет з набору рекрутів під головуванням прем'єр-міністра Герберта Асквіта організував широку офіційну кампанію з вербування, щоб заохотити чоловіків вступати на службу.
Кількість новобранців помітно зменшилася з листопада 1914 року по вересень 1915 року через спад оптимізму, який відчувався на початку війни.
Парламентський комітет з вербування змінив підхід в агітації, перейшовши до використання як мотивації почуття провини та патріотизму.
У 1915 році вдалося набрати 1,4 млн нових добровольців, порівняно з 1 млн у 1914 році, і приблизно 30 % чоловіків призовного віку добровільно пішли на військову службу .

## Історія публікації

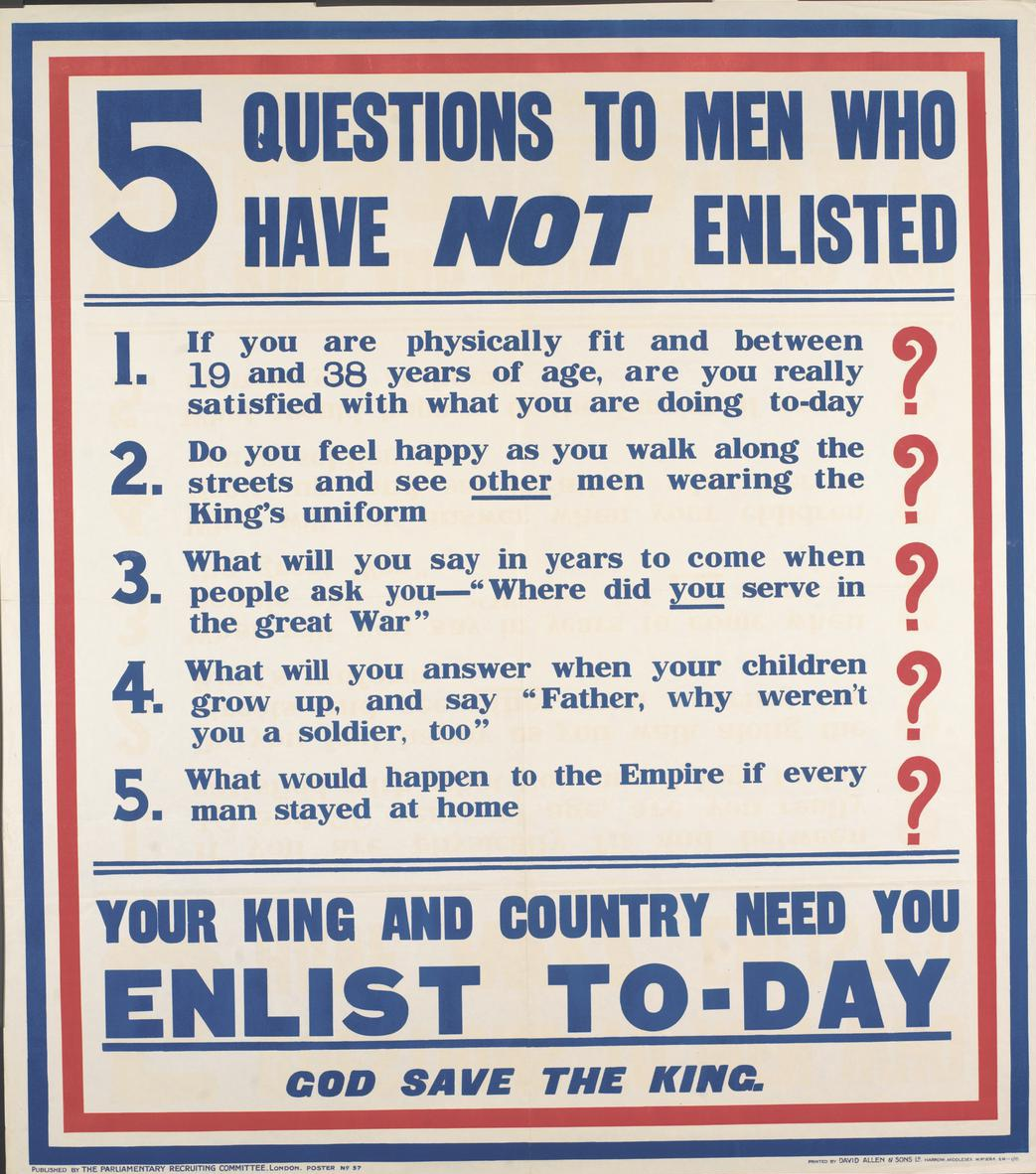
Плакат Комітету з питань добровільного набору рекрутів у січні 1915 року «5 запитань до чоловіків, які не вступили до армії» (див. переклад тексту з плакату за виноскою), який надихнув на створення плакату «Тату, а що ти робив під час Великої Війни?»

Плакат «Тату…» не був ні розроблений, ні замовлений безпосередньо Парламентським комітетом з набору рекрутів. У листопаді 1914 року було скликано Комітет з питань добровільного набору рекрутів (англ. The Voluntary Recruiting Publicity Committee), метою якого було неофіційна розробка агітаційних плакатів та подання цих робіт до Армійської ради. Цей комітет складався з семи членів, а очолював його видавець та творчий директор Хедлі Ле Бас. Деякі плакати комітету були прийняті для ширшого розповсюдження, крім того вони були опубліковані в безкоштовно наданих газетами розділах.
Плакат «Тату, а що ти робив під час Великої Війни?» було створено серед серії плакатів зі схожими темами, розроблених комітетом. Томас Рассел, консультант з реклами та один із членів комітету, розробив плакат, який був випущений у січні 1915 року під назвою «5 питань до чоловіків, які не вступили до армії» (див. ілюстрацію). Одне з питань на цьому плакаті: «Що ви відповісте, коли ваші діти виростуть і спитають: „Батьку, чому ти не був солдатом як інші?“», вразило Ле Баса, і він звернувся до журналу з проханням створити малюнок на основі цього гасла. На отриманому зображенні було запитання: «Тату, чому ти не був солдатом під час війни?» (англ. Daddy, why weren't you a soldier during the war?) із підзаголовком «У наступні роки вам можуть поставити це запитання. Приєднуйтесь до армії негайно та допоможіть зберегти нашу славну Імперію, громадянином якої буде ваш маленький син»(англ. In years to come you may be asked this question. Join the Army at once, and help to secure the glorious Empire of which your little son will be a citizen. На наступному варіанті зображення бойскаут запитував: «Тату, що ти зробив, щоб допомогти Британії боротися за свободу в 1915 році?» (англ. Father, what did you do to help when Britain fought for freedom in 1915?) (див. ілюстрацію нижче).
Ідея плаката «Тату, а що ти робив під час Великої Війни?» належала Артуру Ганну, директору видавництва «Johnson Riddle and Company». Він сам пов'язував послання плакату зі власним почуттям провини, за те, що не записався до армії. Він замовив художнику Джону Севілу Ламлі створити плакат, який би подавав це питання в побутовому контексті. Побачивши ескіз плаката, Ганн був так вражений, що нарешті записався до Вестмінстерської добровольчої кавалерії. Плакат він відніс жл Парламентського комітету з набору рекрутів, який схвалив його для офіційної публікації під номером PRC № 79.

## Дизайн

### Опис
Композиція плакату «Тату, а що ти під час Великої Війни?» доволі проста. Чоловік сидить у кріслі, дивлячись на глядача з відстороненим виразом обличчя. На колінах у нього сидить його дочка з книжкою, а на підлозі біля стільця син грається з іграшковими солдатиками. Внизу плаката написана його назва, написана білим курсивом. Все зображення обведене чорною рамкою.
Для плаката було використано складний друкарський процес, що включає восьмикольоровий друк. На відміну від багатьох інших тодішніх подібних агітплакатів, які характеризувалися простими зображеннями та словами, дизайн плакату «Тату, а що ти робив під час Великої Війни?» має більш детальний малюнок з елегантнішим дизайном.

### Пропаганда

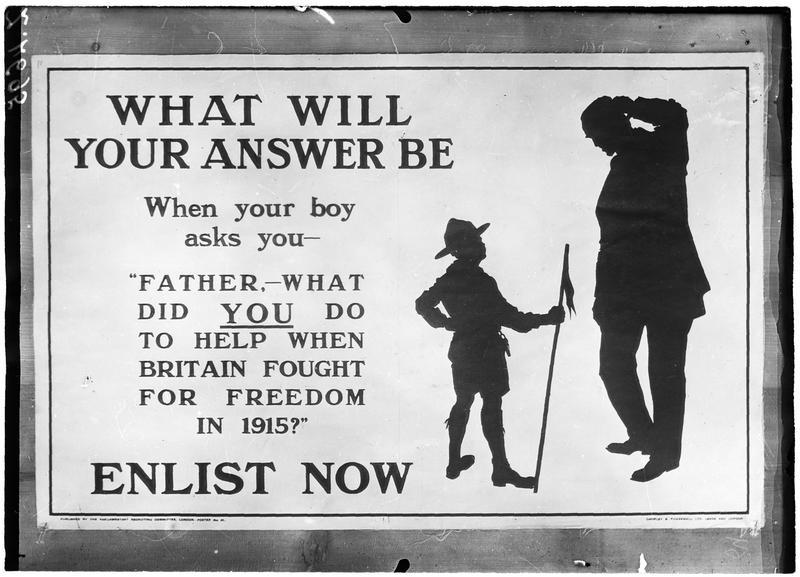
Плакат 1915 року на схожу тему: син-бойскаут і його батько, що чухає голову у збентеженому жесті.

На початку Першої світової війни психологія як наукова дисципліна та концепція реклами перебували на початковому етапі розвитку. Нова війна вимагала використання психологічної реклами — методу контролю та впливу на все населення загалом, а не орієнтації на якусь одну конкретну аудиторію. «Тату, а що ти робив під час Великої Війни?» був одним із кількох плакатів, які використовували психологію як метод реклами армії серед чоловіків. На відміну від інших плакатів з цього набору, які містили прямий заклик до дії, «Тату…» був менш прямолінійним у своєму посланні. Плакат не обіцяє якогось покращення у житті потенційного новобранця після вступу на службу; основна емоція, яку викликає це зображення — це сором. Змальовуючи майбутнє з точки зору глядачів 1915 року, плакат припускає, що чоловіки того часу задумаються про своє подальше життя. Це означає, що якщо вони не вступлять до армії, то стикатимуться вдома з приниженням, зокрема з боку власних дітей.
Зображення домашнього затишку на плакаті натякає глядачеві, що чоловіки повинні боротися за збереження добробуту своїх родин. Карін Бернем у книзі «Мужність боягузів: Нерозказані історії відмовників від військової служби з мотивів переконань під час Першої світової війни» (англ. The Courage of Cowards: The Untold Stories of First World War Conscientious Objectors) пише, що пропагандистські плакати того часу «представляли ретельно створений образ мужності, визначаючи «справжніх» чоловіків як тих, хто боровся за свої сім'ї, за Короля та Країну» (англ. …presented a carefully crafted image of manhood defining 'real' men as those who fought for their families, for King and Country). Вона наводить цей плакат як приклад зображення, яке спонукало чоловіків усвідомити свою самоцінність.

## Реакція
Хоча плакат «Тату, а що ти робив під час Великої Війни?» зараз є одним із найвідоміших агітплакатів часів Першої світової, у ті часи він не був особливо популярним. 15 березня Парламентський комітет з набору рекрутів опублікував ще 13 плакатів, і плакат «Тату…» серед них не був обраний для публікації в газетах чи на сигаретних картках і взагалі випускали його в менших кількостях, ніж інші.
Плакат став відомим вже після закінчення війни та став її символом.
Французькі історики Стефан Одуен-Рузо та Аннет Беккер писали, що пропагандистська кампанія під час війни, включаючи те, що вони називають «жорсткими повідомленнями, що викликають почуття провини", такими як «Тату…», не була єдиною причиною, чому чоловіки записувалися воювати. Є докази того, що вербувальники усвідомлювали, що тиск на почуття провини, міг бути як раз контрпродуктивним. «Тату, а що ти робив під час Великої Війни?» не відображав того, як багато чоловіків та родин насправді сприймали цю війну: багато представників робітничого класу не довіряли кампанії з набору в армію загалом, а противники війни зневажали цей плакат за його ганьбливий сенс. Роберт Сміллі, співзасновник Шотландської лейбористської партії та близький друг антивоєнного активіста Кейра Гарді, сказав, що відповів би на запитання маленької дівчинки на плакаті так: «Дитино моя, я намагався покласти край цій бійні» (англ. I tried to stop the bloody thing, my child).
Зрештою, Севіл Ламлі відмовився від плаката через масштаби спрямованої на нього критики.
Чоловіки, які воювали на фронті, побачили у посланні плаката чорний гумор, і деякі з них розвішували ці плакати у своїх траншеях, часто дописуючи на ньому свої варіанти відповіді на питання дівчинки.
Плакат був висміяний у вірші, опублікованому в журналі «Lancashire Fusiliers»:
Шаблон:Poemquote
Переклад: Що ти під час Великої Війни, тату? / Будь ласка, тату, розкажи нам про це; / Бо всі твої листи були зацензурені, / І ми розуміємо, що в них написана не правда.
За рік до Другої світової війни художник Е. Г. Шепард спародіював цей плакат у карикатурі, намальованій на знак осуду політики умиротворення: «Що ти збираєшся робити під час Великого Миру, тату?».